# David Hrdlicka
David Louis Hrdlicka (ur. 30 grudnia 1931 w Minnesocie) – pilot, pułkownik Amerykańskich Sił Powietrznych, zestrzelony 18 maja 1965 nad Laosem, gdy pilotował Republic F-105 Thunderchief.
O jego ujęciu poinformowała wietnamska gazeta Quân Đội Nhân Dân 22 lipca 1966 a jego zdjęcie ukazało się w Prawdzie w sierpniu tego roku. W 1969 Hrdlicka udzielił wywiadu korespondentowi "Prawdy". O jego losach  informują dwa filmy dokumentarne. Hrdlicka dostał się w ręce Pathet Lao, które opublikowało rzekomy list pilota, a później twierdziło, że go nie więzi. 

## Filmy dokumentarne
- We Can Keep You Forever, 1988
- Kriegsbeute Mensch, 2006